# Positroni

Un electró i un positró orbitant al voltant del seu centre de massa comú. Aquest és un estat quàntic conegut com a positroni

Un positroni (Ps) és un sistema format per un electró i la seva antipartícula corresponent, un positró, els quals es mantenen junts en un àtom exòtic. Com que són inestables, les dues partícules s'anihilen l'una a l'altra per tal de produir dos fotons de raigs gamma després d'una vida mitjana de 125 ps o 3 fotons de raigs gamma després de 142 ns al buit. Les òrbites de les dues partícules i el conjunt dels nivells d'energia és similar al de l'àtom d'hidrogen.
No obstant això, a causa de la petitesa de la massa, les freqüències associades amb les línies espectrals són menys de la meitat de les equivalents en l'àtom d'hidrogen.

## Estats
L'estat fonamental del positroni, com el de l'hidrogen, té dues possibles configuracions que depenen de les orientacions relatives de les òrbites de l'electró i del positró.
L'estat singlet amb òrbites antiparal·leles (S=0, Ms=0) és conegut com a parapositroni (p-Ps) i la seva nomenclatura és S0. Té una petita vida mitjana de 125 picosegons i el seu mode de degeneració més freqüent és 2 quàntums de raigs gamma.
L'estat triplet amb òrbites paral·leles (S=1, Ms=-1, 0, 1) és conegut com a ortopositroni (o-Ps) i la seva nomenclatura és S1. La seva vida mitjana en el buit és de 142,05 ns i el seu mode més freqüent de degeneració és 3 quàntums de raig gamma.

## Predicció i descobriment
El científic croat Stjepan Mohorovičić va predir l'existència del positroni el 1934 en un article de la revista Astronomische Nachrichten, en el qual anomenava el positroni "electrum". Altres fonts afirmen que el seu predictor va ser Carl Anderson el 1932 al Caltech.
Experimentalment, va ser descobert per Martin Deutsch al MIT el 1951, moment a partir del qual va ser anomenat positroni.

## Observació de molècules de dipositronis
La primera observació de molècules de dipositroni (consistents en 2 àtoms de positroni) va ser realitzada per David Cassidy i Allen Mills (ambdós de la Universitat of Califòrnia a Riverside) el 12 de setembre de 2007.

## El positroni a la natura
Es preveu que el positroni en elevats estats d'energia serà la forma dominant de la matèria en l'univers en el futur llunyà si la desintegració del protó és certa.